# Arie van Mever
Adriaan Pieter (Arie) van Mever (Zaandam, 27 januari 1899 – Alkmaar, 25 april 1978) was een Nederlands bas en kunstschilder.
Hij was zoon van onderwijzer Pieter van Mever en Hendrina Catharina Pos. Broer Piet van Mever werd een veel bekender musicus. Arie trouwde met Cornelia Clasina Herman. Hij was voorbestemd om in de voetsporen van zijn vader en tweelingbroer Piet te stappen. Hij zou tot zijn pensioen in 1964 les in tekenen en zang geven (Jan Ligthartschool). Hij was ereburger van Heiloo. Hij werd gecremeerd op Westerveld. 
Zijn opleiding tot kunstschilder vond tussen 1923 en 1929 plaats aan de Rijksakademie van Beeldende Kunsten in Amsterdam. Docenten waren Herbert van der Pool, George Rueter, Gerard Westerman en Antoon Derkinderen. Hij was in 1964 voornamelijk bekend vanwege figuratieve kunst, meest stillevens en portretten zoals dat van koningin Wilhelmina der Nederlanden. Hij zette zich in eigen woorden af tegen abstracte kunst vanwege de overheersing van die kunststroming in de jaren zestig. Net als in de muziek (zie onder) roerde hij zich in het verenigingsleven binnen de kunsten. Hij was penningmeester bij Arti et Amicitiae en Nederlands Steuncomité voor Beeldende Kunstenaars, bestuurslid van Stichting Diogenes, Rijkscommissie voor toekenning jaargelden aan oude kunstenaars (pensioenfonds), lid van Commissie voor sociale kunstopdrachten Zaanstreek, Pulchri Studio in Den Haag. De Tijd stond op 24 januari 1964 stil bij zijn 65e verjaardag; het Algemeen Handelsblad in 1969 bij zijn 70e verjaardag.   Daarnaast adviseerde hij de gemeenten in de Zaanstreek in aanschaf van kunstwerken  
Zijn muziekopleiding kwam pas vanaf 1935 tot stand op het Conservatorium van Amsterdam, zang bij Rose Schönberg, repertoire bij Eduard Flipse en verdere zang bij Aaltje Noordewier-Reddingius. Hij maakte als zanger onderdeel uit van het Nederlands Kamerkoor van Felix de Nobel en zong meest in Noord-Holland, maar ook in het buitenland tot het Teatro alla Scala in Milaan aan toe. Ook zong hij wel met het Rotterdams Philharmonisch Orkest, waarvan zijn broer tweede dirigent was. Het operagezelschap van Bertus van Lier maakte dikwijls gebruik van hem. Zijn 'claim-to-fame' is dat hij vier keer samen zong met de bekende sopraan Kathleen Ferrier en een aantal keren met Peter Pears. Hij was lid van de Nederlandse Toonkunstenaarsvereniging en voorzitter van de afdeling Noord-Holland daarvan. Na die zangperiode trok hij weer het onderwijs in en pakte ook de schilderkunst weer op.
Van zingen kwam na zijn pensioen niet veel meer terecht. Wel bleef hij verbonden aan de kunstwereld. Zo zat hij in de jury die de Artimedaille in 1972 toekeerde aan kunstschilder Jaap Hillenius. Hijzelf had in 1965 die medaille ook toebedeeld gekregen.  Arti eerde hem in 1980 toen bij de jaarlijkse tentoonstelling zijn kunst een apart zaaltje kreeg. Hij was twee jaar eerder overleden.